# Acacia ayersiana
Acacia ayersiana — вид квіткових рослин з родини бобових. Ареал: Австралія (Західна Австралія). Зазвичай зустрічається на червоних піщаних або суглинних ґрунтах, часто вздовж струмків або на берегах дюн.

## Морфологічний опис
Це кущ або дерево заввишки до 10 метрів. Має блакитно-сірі філодії й жовті квітки з вересня по жовтень. Гілочки вкриті дрібними білими волосками й мають смолисті червоно-коричневі ребра. Філодії мають широку ланцетоподібну форму і можуть бути прямими або вигнутими, 2.5–8.5 см × 3–10 мм, з товстими поздовжніми жилками. Квітки жовті. Коричневі насіннєві коробочки завдовжки до 3.5 см і від 7 до 12 мм ушир. Насіння має довгасту форму завдовжки до 6 мм і до 3 мм ушир.